# Pyrométallurgie
 (décembre 2016).
Améliorez-le ou discutez des points à vérifier. 
 (octobre 2011).
Si vous disposez d'ouvrages ou d'articles de référence ou si vous connaissez des sites web de qualité traitant du thème abordé ici, merci de compléter l'article en donnant les références utiles à sa vérifiabilité et en les liant à la section « Notes et références ».
La pyrométallurgie est un procédé métallurgique thermique utilisé pour séparer et récupérer des métaux. Le procédé est constitué de 3 étapes :
- un traitement thermique pour homogénéiser la source de métal (grillage),
- réaction chimique (oxydation) permettant la séparation,
- affinage.

Ce procédé est notamment utilisé pour la récupération des métaux utilisés dans les piles, mais aussi pour le cuivre (procédé Mitsubishi) et le nickel lorsque les minerais comportent beaucoup de soufre.